# 變色連鰭䲗
變色連鰭䲗（学名：Synchiropus picturatus），又名繡鰭連鰭䲗、老鼠、狗圻，为辐鳍鱼纲海龙鱼目䲗科連鰭䲗屬下的一个种。该物种主要分布于印度洋-西太平洋海域，体长可达7公分。